# Українець Сергій Володимирович
Сергій Володимирович Українець (нар. 27 листопада 1983) — український футболіст, що грав на позиції захисника. Найбільш відомий за виступами у складі команди «Чорногора» з Івано-Франківська в другій українській лізі, за яку він зіграв понад 120 матчів.

## Футбольна кар'єра
Сергій Українець розпочав виступи на футбольних полях у 2000 році в складі команди другої ліги «Прикарпаття-2». Наступного року футболіст дебютував у складі головної команди «Прикарпаття», яка грала в першій лізі, проте зіграв у складі команди лише 2 матчі, більшість ігрового часу провівши в складі «Прикарпаття-2». У другій половині 2001 року Українець перейшов до складу команди другої ліги «Чорногора» з Івано-Франківська, за яку грав до кінця 2005 року. У складі цього івано-франківського клубу футболіст зіграв 122 матчі в чемпіонаті. На початку 2006 року Сергій Українець повернувіся до найсильнішої команди міста, яка на той час була перейменована на «Спартак». У складі «Спартака» футболіст грав до кінця року, та зіграв у його складі 25 матчів чемпіонату. З 2007 до 2014 року Українець грав у низці аматорських клубів Івано-Франківської області, після чого завершив виступи на футбольних полях.